# Hyper Island
Hyper Island är ett svenskt utbildningsbolag som grundades 1996 i Karlskrona och är specialiserat på digitala och interaktiva medier. Bolaget är verksamt på olika platser och har kontor i Karlskrona, Stockholm, London, Manchester, Singapore och São Paulo. Sedan januari 2021 är Helena Ekman VD.

## Metodik
Hyper Island har till skillnad från "vanliga" skolor inga lärare, prov eller böcker. Istället arbetar studenterna med verkliga projekt. Föreläsare från branschen bidrar med det senaste inom respektive område. Avsikten är att efterlikna arbetslivet med tanken att studenterna skall bli förberedda för arbetsmarknaden. Metodiken har en stark koppling till UGL.

## Utbildningar

### Längre utbildningar
I Sverige bedriver Hyper Island utbildningar inom ramen för Yrkeshögskolan och var en av de första anordnarna av föregångaren KY. 2019 ges elva olika program i Karlskrona och Stockholm

### Korta utbildningar

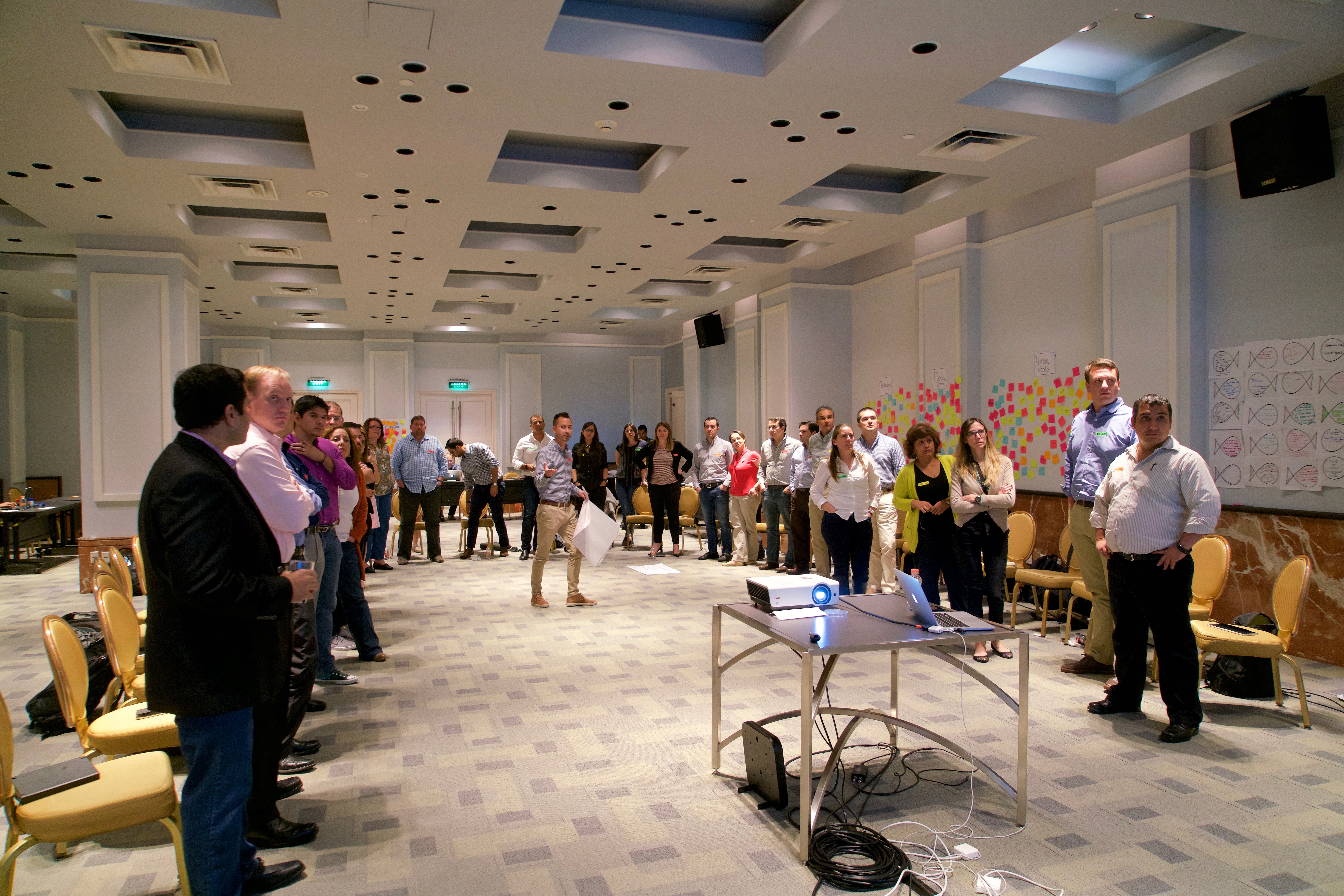
En typisk scen från en master class

Från kontoren i Stockholm, Manchester, London, São Paulo och Singapore bedrivs Hyper Island Courses (tidigare Master Classes). Dessa kurser är två till tredagars intensivutbildningar som riktar sig till företag i flera branscher, bland annat media och reklambranschen, och har genomförts runt om i världen.

## Utmärkelser
2010 tilldelades Hyper Island Kunskapspriset. 